# Тривијална књижевност
Тривијална књижевност је појам који означава књижевна дела наводно слабијег квалитета од оних која припадају уметничкој књижевности, означавајући исто што и старији термини – забавна или петпарачка литература. Тривијална књижевност користи шематизме и стереотипе, по чему личи на усмену књижевност, док уметничка књижевност према њој пружа отпор. Дела тривијалне књижевности писана су за широке народне масе и теже постизању два циља – забави и доброј продаји.

## Појам и феномен тривијалне књижевности
Појам „тривијална књижевност” настао је 20-их година 20. века у немачкој науци о књижевности да би се класификовала књижевна дела наводно слабијег квалитета од оних који припадају уметничкој књижевности ( /Dichtung). Пре појаве појма оваква књижевност називала се забавном или петпарачком. Код нас су се у другој половини 20. века одомаћио и појам кич (такође пореклом из немачког језика), који је означавао китњаста дела ликовне и примењене уметности, а затим и књижевност „мање“ вредности, чији аутори нису претендовали на стварање уметничких дела високих домета.
Тривијална књижевност данас се сматра ескапистичком јер представља савршени облик бега из досадне свакодневице и оскудице. У зборнику Тривијална књижевност ова идеја је сажета у речима Јадранке Гоје: „Тривијална литература је бијег из тривијалне реалности на тривијалан начин. Сватко бјежи куда може, а тко нема куда, бјежи у тривијалност. Сватко узима од живота што може, а тко нема шта, узима (тривијалан) сан.”

## Историја
Тривијална литература у својим првим облицима завладала је књижевношћу почев од средине 18. века и до данас је остала најдоминантнија. Дела тривијалне књижевности писана су за широке народне масе и теже постизању два циља – забави и доброј продаји. Романи тривијалне књижевности су освојили светско тржиште током 20. века захваљујући унапређењу технике штампе, лаком умножавању и дистрибуцији такве литературе, а пре свега приступачној цени. Продавани масовно на киосцима штампе, код нас су названи рото-романима. Ови јефтини „љубићи” и „кримићи” (два најчешћа жанра, не само код нас) достизали су астрономске тираже, о којима су писци озбиљне књижевности могли само да сањају.
Некада је тривијална књижевност сматрана опасном за читаоце, посебно за читатељке, подложне „наркотизирајућем” дејству читатељског ужитка. Од 60-их година, посебно са структуралистичком књижевном теоријом, овакав став се одбацује, а разлика између уметничке и тривијалне књижевности препознаје се као субјективна вредносна процена читаоца а не објективна вредност самог текста, а књижевни критичари и теоретичари књижевности почињу озбиљно да се баве овом врстом књижевних дела.

## Жанрови
Најпопуларнији жанрови тривијалне књижевности који су освојили читалачку публику широм света:
- Љубавни
- Криминалистички
- разбојнички
- пустоловни
- готски
- историјски
- породични
- витешки
- вестерн
- детективски
- научно-фантастични
- еротски
- роман у наставцима

Неки од ових жанрова, као што сувитешки, готски или разбојнички, данас су нестали са књижевне сцене, док су се други модификовали према књижевним менама и модама (пустоловни, детективски, љубавни). Нестанком цензуре, љубавни или еротски романи често су посезали за порнографијом.

## Однос тривијалне, забавне и уметничке књижевност
Главна разлика између уметничке и тривијалне и забавне књижевности је мања захтевност текста који ова књижевност поставља пред свог читаоца, од ког се не захтева никакав напор нити образовање да би ту књижевност схвато. Због тога је ова „лака” књижевност намењена масовној публици. Тривијална књижевност се означава као једноставнијаа, разумљивијаа и лакша како од уметничке тако и од забавне књижевности.
Уз појам тривијална књижевност везује се и донекле слична забавна књижевност, па се у већини класификација тривијална књижевност одређује као лакша, једноставнија и разумљивија, не само од уметничке, већ и од забавне књижевности. Иако забавна књижевност обухвата тривијалну, оне нису истоветне. Вредносна разлика унутар поља забавне књижевности слична је оној између високе и тривијалне књижевности, што тривијалну књижевност на први поглед чини незанимљивим пољем за проучавање у књижевној теорији и критици. За разлику од ње, забавна књижевност може показати велико умеће у композицији текста и тиме надмашити дела уметничке књижевности.
Од 60-их година 20. века, са појавом структуралистичке књижевне теорије, оваква типологија се у теорији књижевности начелно одбацује, јер се разлика између уметничке и тривијалне књижевности препознаје као субјективна процена читаоца, а не објективна вредност текста. Зато се уместо појма тривијална књижевност сада нуди неутралнији појам Schemaliteratur (шематска литература).
Данас се граница између тривијалне, забавне и литературе са уметничким претензијама све више губи, поготово због све учесталије хибридизације жанрова. Уметничка књижевност постмодернизма почиње обилно да се служи поступцима и техникама тривијалне књижевности. Међу првима је овај поступак применио Умберто Еко у роману „Име руже”).